# Крулевщизна (станція)
Крулевщи́зна (біл. Круляўшчы́на, у 1914—1924 роках — Сеславіна) — вузлова залізнична станція 3-го класу Вітебського відділення Білоруської залізниці на перетині ліній Полоцьк — Молодечно та Крулевщизна — Линтупи. Розташована в однойменному селі Крулевщизна Докшицького району Вітебської області.

## Історія
Станція відкрита 1906 року. 
У 2022 році припадає пам'ятна дата — 115-річниця (з 1907 року) з моменту введення в експлуатацію залізниці на дільниці Молодечно — Крулевщизна.

## Пасажирське сполучення
На станції Крулевщизна зупиняються міжрегіональні та регіональні поїзди економ-класу до станцій Мінськ-Пасажирський, Вітебськ, Глибоке, Друя, Загаття, Полоцьк, Линтупи, Постави.